# Israelitas negros

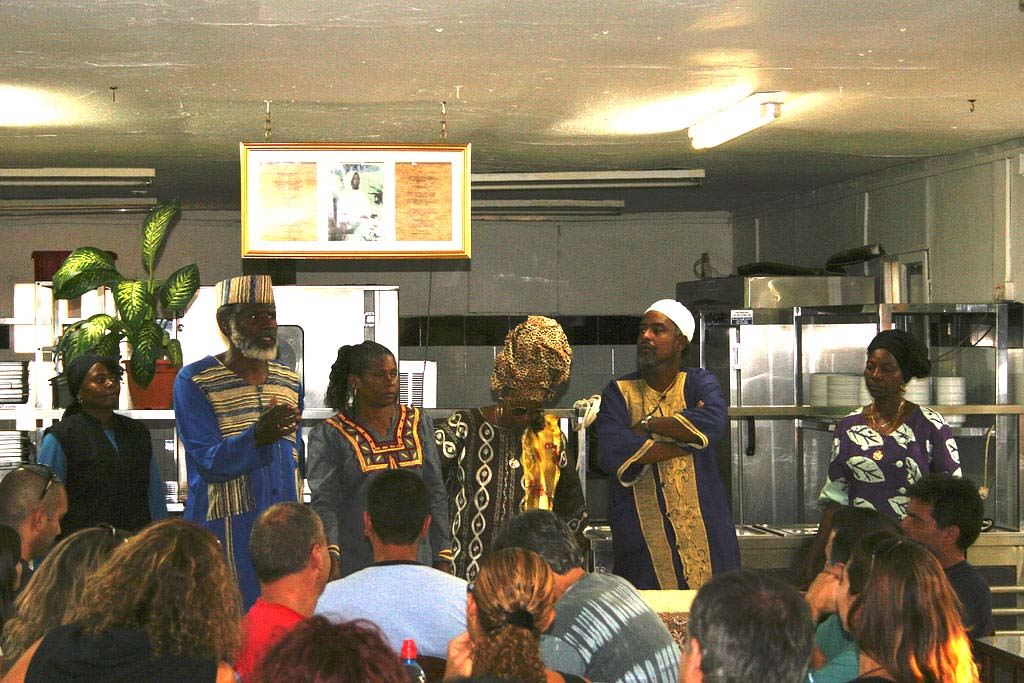
Israelitas hebreus africanos de Jerusalém conversam com visitantes.

Israelitas negros, também chamados de hebreus negros (no original em inglês Black Hebrew Israelites) são grupos de afro-norte-americanos, que se dizem descendentes dos antigos israelitas. Os israelitas negros aderem, em graus diferentes, às crenças e práticas religiosas do Judaísmo. Diferente dos também negros judeus etíopes, eles não cumprem os requisitos da Halacá, e por isso geralmente não são considerado judeus pela comunidade judaica tradicional, muitos israelitas negros por sua vez consideram-se os únicos judeus legítimos, percebendo todos os outros como supostos impostores.
As ideias dos israelitas negros remontam a década de 1880, e diversos grupos foram fundados no final do século XIX e no princípio do século XX. Nos anos 1980, o número de israelitas negros nos EUA estava entre 25.000 e 40.000. Nos anos 2000, a Aliança dos Judeus Negros nos Estados Unidos estimava haver 200.000 israelitas negros.
Os israelitas negros não são homogêneos, e diversos grupos têm práticas e crenças diferentes. Os principais grupos hebreus africanos são: Church of God and Saints of Christ ("Igreja de Deus e dos Santos de Cristo"), African Hebrew Israelites of Jerusalem ("Israelitas hebreus africanos de Jerusalém"), Commandment Keepers ("Observadores do Mandamento").
De acordo com a Anti-Defamation League, "Alguns, mas não todos (israelitas negros), são abertamente anti-semitas e racistas". Tom Metzger, antigo líder da Ku Klux Klan, afirmou que "eles são nossos equivalentes negros."

## Alegações de supremacia negra e racismo
Em 2008, o Southern Poverty Law Center (SPLC) descreveu como supremacista negro aquilo que chamou de "a fronteira extremista do movimento hebreu israelita". Ele escreveu que os membros desses grupos "creem que os judeus são impostores malignos e ... condenam abertamente os brancos como a personificação do Mal, merecedores somente da morte ou da escravidão". O SPLC disse também que "a maior parte dos israelitas hebreus não é explicitamente racista nem anti-semita e não advoga a violência".
Alguns dos grupos hebreus negros caracterizados como supremacistas negros pelo SPLC são Nation of Yaweh e Israelite Church of God in Jesus Christ. A Anti-Defamation League (ADL) escreveu que o website "12 Tribes of Israel" (12 tribos de Israel), administrado por um grupo hebreu negro, promove a supremacia negra.
Em 2019 ocorreram dois atentados contra comunidades judaicas americanas por pessoas que se diziam influenciadas pelas ideias dos israelitas negros. No primeiro, um atentado com arma contra um supermercado judaico, ocorreram três assassinatos; e no segundo, um atentado com facão, causou a morte de um judeu ortodoxo e o ferimento de mais quatro.
Vários grupos de israelitas negros condenaram tais ações, e afirmaram não compactuar com seus ideais. 

## Correspondência com as doze tribos de Israel
Alguns grupos de hebreus negros creem que vários povos da América correspondem às Doze tribos de Israel bíblicas. Uma correspondência desse tipo é:
- Judá — afro-americanos
- Benjamim — caribenhos
- Levi — haitianos
- Simeão — dominicanos
- Zebulom — guatemaltecos, panamenhos
- Efraim — porto-riquenhos
- Manassés — cubanos
- Gade — indígenas da América
- Rubem — seminoles
- Aser — colombianos, uruguaios
- Naftali — argentinos, chilenos
- Issacar — mexicanos[13]